# 自己署名証明書
暗号技術において、自己署名証明書（じこしょめいしょうめいしょ、英: Self-signed certificate）とは、公開鍵をそれと同じ鍵対に所属する秘密鍵を用いて署名した公開鍵証明書である。RFC 5280の3.2節などに定義が見える。

## 暗号理論上の意味
暗号理論上、自己署名証明書は、その主体者が証明書上の公開鍵に対応する秘密鍵を間違いなく所有していることを証明する。なんとならば、任意の第三者が証明書上の公開鍵を用いて、証明書上の署名が正しいことを検証できるためである。
もし主体者が秘密鍵を持っておらず、証明書上の公開鍵および署名をランダムに作成したのであれば、証明書上の署名はそれが衝突を起こした場合を除き、検証に失敗するので主体者が正しい秘密鍵を持っていないことを主張できる。

## 分類

### 自己署名証明書
ルート証明書
発行者と主体者が同一実体であるような、つまり自己発行でもある自己署名証明書を、ルート証明書という。鍵対も識別名も変更せず、有効期間や拡張属性を変更して発行した証明書も、ルート証明書になる。
ネーム・ロールオーバー証明書
認証局が、鍵対を更新せずに識別名を変更したとき発行する自己署名証明書をネーム・ロールオーバー証明書という。

### 関連する証明書

#### 自己署名と混同しやすい証明書
キー・ロールオーバー証明書
識別名を変更せずに鍵更新を行うときに発行するキー・ロールオーバー証明書は、発行者と主体者が同一実体であるので自己発行証明書の一つであるが、公開鍵の署名に用いる私有鍵はそれぞれ異なる鍵対のものであるため自己署名証明書ではない。

#### 公開鍵基盤の信頼を受けていない証明書
「オレオレ証明書」
公開鍵基盤の信頼を受けない自己署名証明書を発行し、不特定の通信相手にSSL/TLS通信などでそれを送りつけるサイトが存在する。このような不適切な証明書には、オレオレ証明書という俗称がついている。これは、オレオレ詐欺が行う手口との類推からである。自己署名であることの多い理由は、そのほうが発行も設定もより簡単にできるからである（信頼するに足りない認証局のルート証明書や下位認証局証明書をわざわざ作って、そこから証明書を発行することも可能ではある）。
このような証明書は、不特定多数の通信先が接続するような用途にあっては公開鍵基盤の前提条件から逸脱するため不適切である。一方、VPN等通信相手を限った用途であれば、許可された通信相手のみが証明書を信頼することにより問題なく運用できる。

#### 証明書署名要求
証明書署名要求は、その非改ざん性や秘密鍵の所有を主張および検証する目的で、自己署名証明書と同様に自己署名処理を行う。